# David Arnold (Historiker)
David John Arnold (* 1. Oktober 1946) ist ein britischer Historiker. Er befasst sich mit der Geschichte Südasiens, besonders Indiens.
Arnold studierte an der University of Sussex mit dem Bachelor-Abschluss 1968 und wurde 1973 promoviert. Er war Professor für Geschichte Südasiens an der School of African and Oriental Studies der Universität London. Ab 2006 war er Professor für Asiatische Geschichte und Globalgeschichte an der University of Warwick, wo er inzwischen Professor Emeritus ist. 2007 bis 2010 war er dort ESRC-Professor.
Er befasste sich mit dem Indien der Kolonialzeit, von Unabhängigkeitsbewegungen bis zur Geschichte von Gesundheitsfürsorge und Wissenschafts- und Technikgeschichte. Er schrieb eine Biographie von Gandhi.
Er ist Fellow der British Academy und der Royal Asiatic Society. 2015 wurde er in die Academia Europaea gewählt.

## Schriften
- Gandhi. Rutledge, 2014
- Südasien. Neue Fischer Weltgeschichte, 2012
- Colonizing the Body: State Medicine and Epidemic Disease in Nineteenth-Century India, University of California Press 1993
- The Congress in Tamilnad: nationalist politics in South India, 1919-1937. New Delhi 1977
- Police power and colonial rule. Madras, 1859–1947, Oxford UP 1986
- The Problem of Nature: environment, culture and European expansion. Blackwell 1996
- Science, Technology and Medicine in Colonial India. Cambridge University Press 2000
- Gandhi. Routledge 2001
- Famine: social crisis and historical change. Blackwell 1988
- The Tropics and the Traveling Gaze. Delhi 2006
- The Age Discovery 1400-1600. London: Methuen 1983, Routledge, 2. Auflage 2002
- Everyday technology: machines and the making of India’s modernity. University of Chicago Press 2013
- Herausgeber der 2. Auflage von Burton Stein History of India, Blackwell 2010